# Hebat
Hebat  era la dea madre degli Hurriti, consorte di Teshub e madre di Sarruma, era conosciuta come "la 
madre di tutti i viventi". 
Il nome può essere traslitterato in differenti maniere: Khebat (secondo la versione siriana e ugaritica), Kheba o 
Hepa (secondo la versione urrita, scritta in cuneiforme).
A Hebat venne successivamente assimilata la dea del sole ittita Arinna, come reso esplicito da una preghiera della regina Puduhepa.
Hebat era venerata in tutto l'antico medio oriente ed il suo nome appare in molti nomi personali: ne è un esempio un re di Gerusalemme citato nelle lettere di Amarna il quale si chiamava Abdi-Kheba o Abd-Hebat, nome che è possibile significasse "servo di Hebat".
È probabile che Hebat abbia avuto successivamente una controparte nella dea Cibele, appartenente alla mitologia frigia.